# Silniční most přes Labe mezi Valy a Mělicemi
Silniční most přes Labe mezi Valy a Mělicemi je most překlenující řeku Labe mezi obcí Valy a Mělicemi. Nachází se v Pardubickém kraji, poblíž města Přelouč. Byl otevřen v roce 2020. Nahradil provizorní most typu Bailey Bridge, který byl na stejném místě postaven po druhé světové válce.
Nový ocelový most je dlouhý 196 metrů. Železobetonová mostovka je široká 14 metrů. V hlavním poli přes řeku má rozpětí 84 metrů a je vyztužen obloukem tzv. Langerova trámu.
Zadavatelem stavby bylo Ředitelství vodních cest ČR a Správa a údržba silnic Pardubického kraje.
Na mělickém břehu, při pohledu na most vlevo od silnice, stojí pomník obětem první světové války. Při výkonu služby zde 21. března 1917 utonuli v rozvodněném Labi všichni členové rekviziční komise.

## Reference

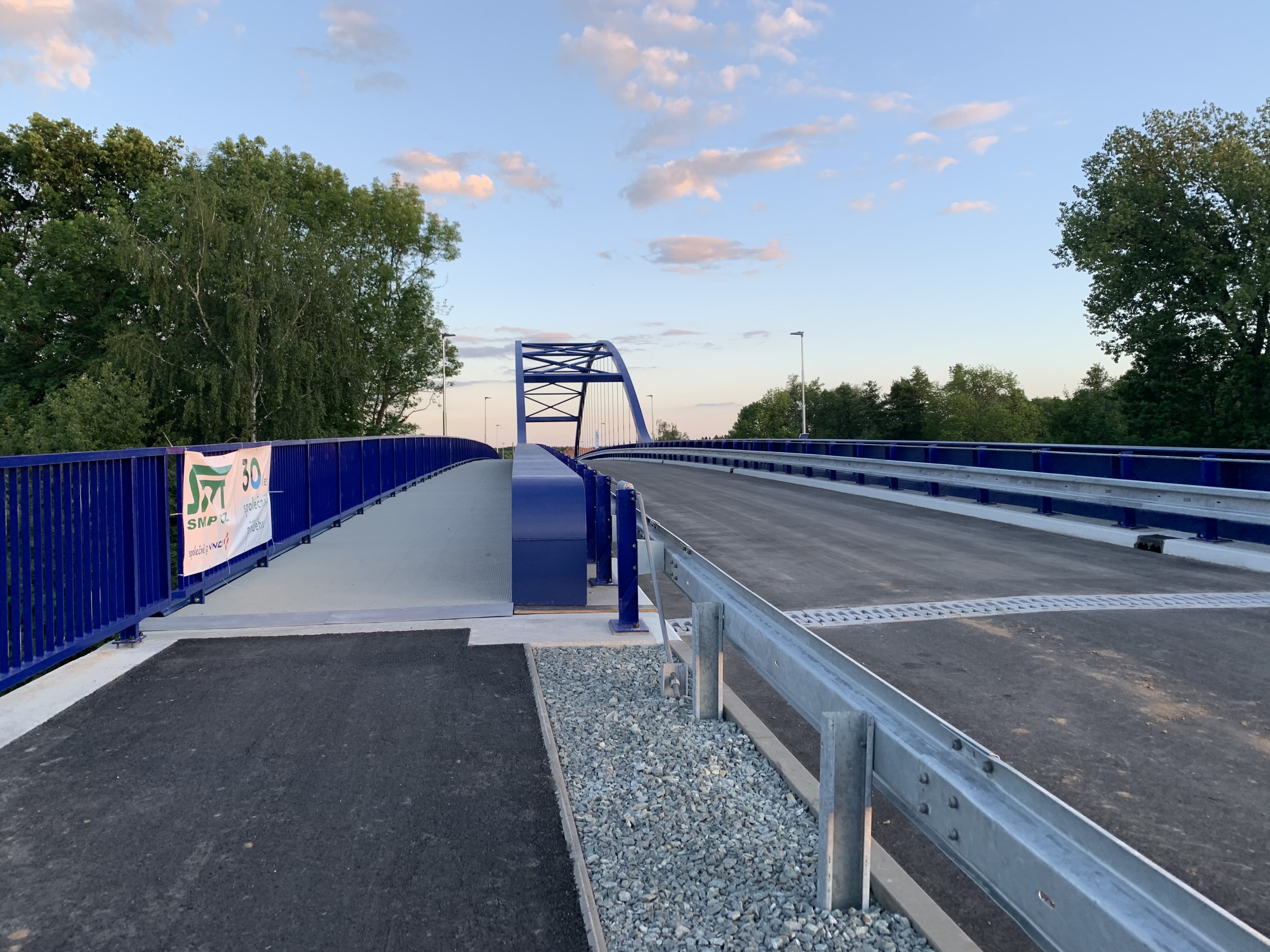
Pohled na silnici

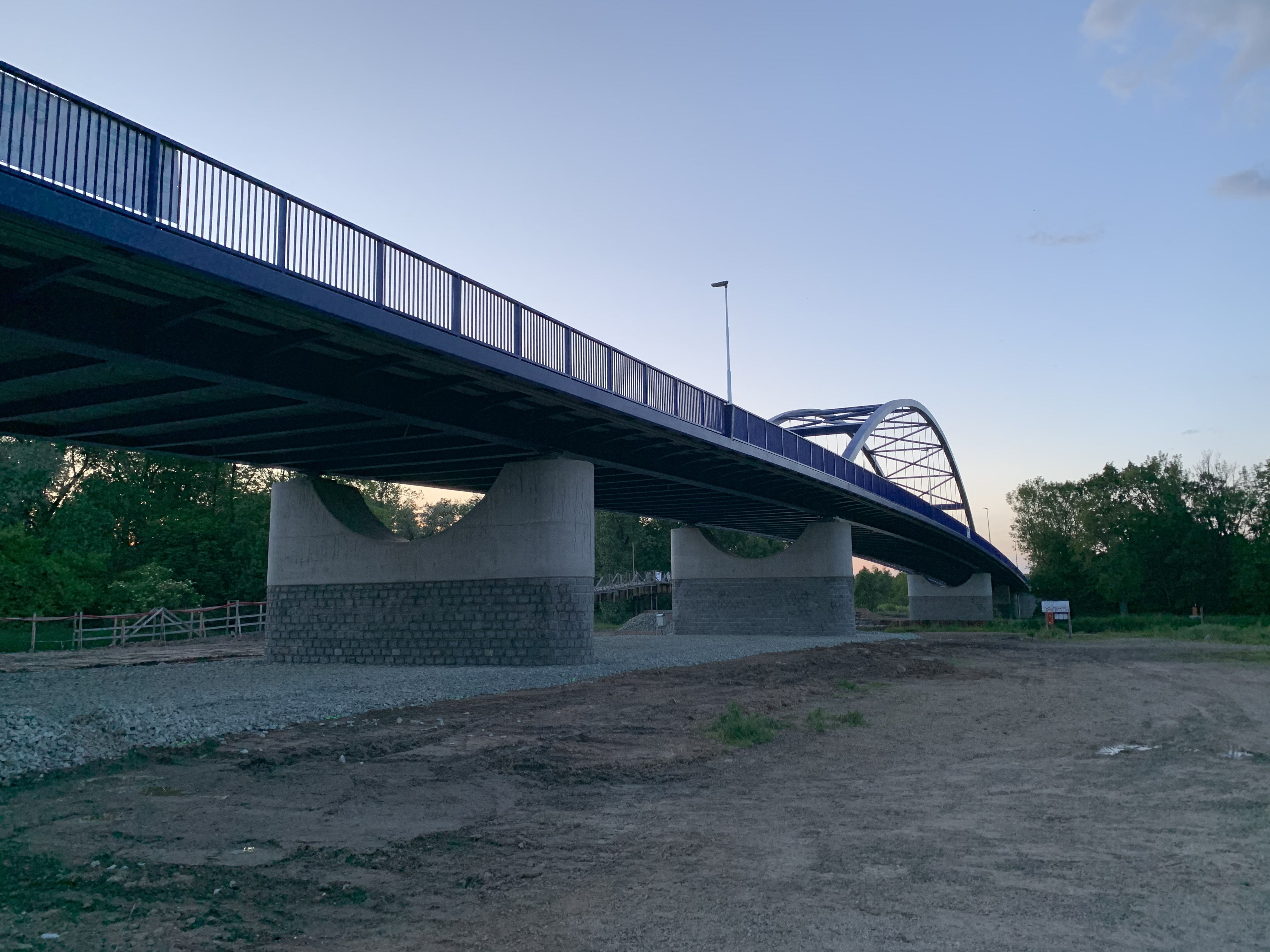
Pohled zespodu